# Franciszek z Saksonii-Coburga-Saalfeld
Franciszek Fryderyk Anton z Saksonii-Coburga-Saalfeld (ur. 15 lipca 1750 Coburg, zm. 9 grudnia 1806 tamże) – książę Saksonii-Coburga-Saalfeld z dynastii Wettynów.
Syn księcia Ernesta Fryderyka (1724–1800) i Zofii Anny z Brunszwiku-Wolfenbüttel (1724–1802). Odebrał staranne prywatne wykształcenie. Był miłośnikiem sztuki. Zebrał kolekcję 300 000 miedziorytów w zamku w Coburgu. Został księciem Saksonii-Coburga-Saalfeld w 1800 r. po śmierci swojego ojca.
6 marca 1776 r. ożenił się z Zofią z Saksonii-Hildburghausen (1760–1776), córką Ernesta Fryderyka III, zmarła ona pół roku po ślubie. Drugą żoną Franciszka została Augusta Reuss-Ebersdorf. Ich ślub odbył się 13 czerwca 1777 w Ebersdorf. Franciszek i Augusta doczekali się dziewięciorga dzieci:
- Zofii (1778–1835)
- Antoniny (1779–1824) – żony księcia Aleksandra Wirtemberskiego
- Julii znanej jako Anna Fiodorowna (1781–1860) – pierwszej żony wielkiego księcia Konstantego Pawłowicza
- Ernesta I (1784–1844) – księcia Saksonii-Coburga-Saalfeld
- Ferdynanda (1785–1851) – ojca Ferdynanda II, króla Portugalii
- Wiktorii (1786–1861) – żony księcia Edwarda Hanowerskiego matki brytyjskiej królowej Wiktorii
- Marianny (1788–1794)
- Leopolda I (1790–1865) – króla Belgów;
- Maksymiliana (1792–1793).